# Цікаві поняття
«Цікаві поняття» (англ. Curious Notions) — роман про альтернативну історію Гаррі Тертлдава. Це частина серії «Перехресний трафік». У «Цікавих поняттях» Центральні держави виграли Першу світову війну ще до вступу Сполучених Штатів у неї. Згодом у 1950-х роках Німецька імперія вторглася та завоювала Сполучені Штати. Події розгортаються 150 років потому, в окупованому німцями Сан-Франциско. У центрі сюжету — мандрівники в часі з нашого всесвіту, які відкривають магазин електроніки в Сан-Франциско, потрапляючи під підозру як німецької влади, так і Тонгів, і водночас заважають німцям скопіювати технологію подорожей у часі.

## Передісторія, що веде до сюжету
Центральні держави перемагають, зумівши вибити Францію та Британський експедиційний корпус на заході на початку війни. Потім вони перемагають Росію до того, як Сполучені Штати зможуть втрутитися. Кілька років потому Німецька імперія втручається в російську революцію та перемагає більшовиків, але Російська імперія здебільшого розділена і тому більше не є великою державою. Наприкінці 1930-х років Велика Британія та Франція знову спробували зупинити могутність Німеччини, але оскільки Сполучені Штати не втручаються, вони програють, а Німеччина отримує контроль над Європою та сферою свого впливу. Німеччина також здатна відновити монархії Бразилії, Китаю та Португалії.
Оскільки Німеччина ніколи не переслідувала євреїв своєї країни, вони відкрили атомну бомбу та здобула подальше домінування. Сполучені Штати майже не знали про потужність цих бомб, тому коли в 1956 році почалася Третя світова війна, квони програли її. Це призвело до ядерного знищення більшості великих міст Сполучених Штатів. Місце дії в Сан-Франциско залишилося недоторканим, тому що Сполучені Штати змогли збити кілька німецьких бомбардувальників, перш ніж вони досягли міста.
Побічним ефектом домінування Німеччини в США є те, що футбол стає найпопулярнішим видом спорту для глядачів в американському суспільстві, значною мірою витісняючи бейсбол.

## Літературне значення та рецепція
Роланд Дж. Грін у рецензії для Booklist сказав, що «добре сконструйований світ, чудові персонажі та серйозний аналіз етики подорожей у часі — все це робить твір переможцем».